# ARF4
ARF4 (англ. ADP ribosylation factor 4) – білок, який кодується однойменним геном, розташованим у людей на короткому плечі 3-ї хромосоми.  Довжина поліпептидного ланцюга білка становить 180 амінокислот, а молекулярна маса — 20 511.
| 10         |  | 20         |  | 30         |  | 40         |  | 50         |
| ---------- |  | ---------- |  | ---------- |  | ---------- |  | ---------- |
| MGLTISSLFS |  | RLFGKKQMRI |  | LMVGLDAAGK |  | TTILYKLKLG |  | EIVTTIPTIG |
| FNVETVEYKN |  | ICFTVWDVGG |  | QDRIRPLWKH |  | YFQNTQGLIF |  | VVDSNDRERI |
| QEVADELQKM |  | LLVDELRDAV |  | LLLFANKQDL |  | PNAMAISEMT |  | DKLGLQSLRN |
| RTWYVQATCA |  | TQGTGLYEGL |  | DWLSNELSKR |  |            |  |            |

A: Аланін

C: Цистеїн

D: Аспарагінова кислота

E: Глутамінова кислота

F: Фенілаланін

G: Гліцин

H: Гістидин

I: Ізолейцин

K: Лізин

L: Лейцин

M: Метіонін

N: Аспарагін

P: Пролін

Q: Глутамін

R: Аргінін

S: Серин

T: Треонін

V: Валін

W: Триптофан

Задіяний у таких біологічних процесах як транспорт, транспорт білків, транспорт між ендоплазматичним ретикулумом і апаратом Гольджі. 
Білок має сайт для зв'язування з нуклеотидами, ГТФ. 
Локалізований у мембрані, апараті гольджі.